# 曹惟才
曹惟才（？年—？年），號秋水，浙江绍兴府会稽县人。明朝末年政治人物。

## 生平
天啓七年（1627年）丁卯科浙江乡试解元，崇祯四年（1631年）辛未科进士。吏部观政，授兴化府推官，甲申之变时，被顺军拷夹一夹。隆武元年（1645年）三月，受鲁王朱以海命出使福建隆武政权，加光禄寺卿。